# Ned 'n' Edna's Blend Agenda
«Ned 'n' Edna's Blend Agenda» або «Ned 'N' Edna's Blend» (укр. «Суміш Неда й Едни») — двадцять перша серія двадцять третього сезону мультсеріалу «Сімпсони», прем'єра якої відбулась 13 травня 2012 року у США на телеканалі «Fox».

## Сюжет
У Спрінґфілдському театрі ставлять п'єсу про Страсті Христові. Нед Фландерс сподівається отримати роль Ісуса (як і в попередні роки), але на прослуховуванні він хвилюється, через що режисер Чазз Басбі не затрверджує його. Натомість роль дістається Гомеру. Недові дістається роль фарисея.
Під час прем'єри вистави на Фландерса падає хрест Ісуса, через що він отримує струс мозку. Коли Неда з тетру завозять в карету швидкої допомоги, Една Крабапель хоче поїхати з ним. Їй спершу відмовляють, але Нед розповідає, що вона — його дружина.
Мардж і Гомер відвідують Фландерсів у лікарні. Нед каже, що вони хотіли зберегти шлюб в таємниці, бо у Спрінґфілді одразу зробили б з цього галас (що справді стається). Незабаром лікарняну палату відвідують жителі Спрінгфілда, які вітають молоду пару, але Нед і Една викидають їх усіх, навіть Гомера і Мардж.
Коли Нед прибуває додому з Едною, Гомер і Мардж оголошують, що хочуть влаштувати весільну вечірку на їх честь у дворі Сімпсонів. Нед налаштований скептично, але Една каже йому, що хотіла б мати свято. Мардж посилено готує вечірку і намагається уникнути потенційних невдач.
Тим часом Една відвідує батьківські збори Рода і Тодда, оскільки Нед зайнятий. Коли вона відвідує Академію християнських школярів, то приходить до висновку, що школа для дітей не підходить, бо по-справжньому не навчає. Една забирає документи Рода і Тодда і відправляє їх до Спрінґфілдської початкової школи. Коли Нед дізнається, що зробила Една, його це не тішить, але погоджується з її рішенням. Вночі йому сниться жахіття про випускний Тодда в нехристиянському університеті.
На весільній вечірці Нед виявляє, що його діти дещо змінилися після навчання у загальній школі. Йому не подобається те, що зробила Една. Остання намагається заспокоїти чоловіка і каже, що його діти люблять її. Една йде додому з дітьми, а Нед залишається спати у Сімпсонів. Вранці Нед дізнається, що Мардж і Гомер після багатьох років досі не доходять згоди щодо того, як виховувати своїх дітей.
Під час наради з учнями у початкової школи, Нед виходить на сцену та зізнається в коханні до Едни. Вона зізнається, що також прийняла кілька неправильних рішень, і вони миряться та цілуються.
У фінальній сцені Гомер продовживши виконувати роль Ісуса урочисто відкриває магазин «Обмін валют Слизького Сема». Однак як покарання від Бога його вдаряє блискавка.

## Виробництво
Коли Гомер порівнює себе з Ісусом під час невдалих проб Неда, то говорить, що до нього так само прислухаються люди на «Твіттері». На екрані показується пост Гомера «ARE YOU SUPPOSED TO EAT THOSE STICKERS ON APPLES? I'M GUESSING YES» (укр. «Ви повинні їсти ті наліпки на яблуках? Я думаю, так»). Під час виходу серії офіційний акаунт Гомера Сімпсона у «Твіттері» (@HomerJSimpson) дійсно опублікував такий пост.
«Жахіття Неда Фландерса» створене у стилі пластилінової анімації студією «Chiodo Bros, Productions».

## Цікаві факти і культурні відсилання
- Серія є сиквелом до фінальної серії 22 сезону «The Ned-liest Catch», в якій Нед і Една вперше зустрілися[5].
- «Жахіття Неда Фландерса» є пародією на дитячий анімаційний серіал «Davey and Goliath» (укр. «Дейві і Голіаф»)[6].
- Наприкінці весільної вечірки у 3 акті епізода Мо ламає «четверту стіну» кажучи: «Ось так. Чергова безпрограшна класична п'єса на 3 дії. Гідна Арістотеля, гідна і Сімпсонів» (укр. «There it is. Another story in the classic three-act structure. Good enough for Aristotle, good enough for the Simpsons»). Коли Ліса зауважує, що, напевно, «це п'єса на 4 дії», Мо обурено йде з вечірки[5].

## Ставлення критиків і глядачів
Під час прем'єри серію переглянули 4 млн осіб з рейтингом 1.9, що зробило найменш популярною серією серіалу на той час.
Ровен Кайзер з «The A.V. Club» дав серії оцінку B+, сказавши, що серія «продемонструвала, якби стосунки Нед/Една розвивалися більш органічно, подалі від екстратекстових наворотів [голосування щодо пари у фіналі попереднього сезона], це могло б бути, і все ще може бути, чимось, що не відразу спонукає здригатися».
Тереза Лопес з «TV Fanatic» дала серії три з половиною з п'яти зірок, сказавши
|  | Серія пропонує приголомшливе відкриття про те, що Нед і Една одружені. Коли саме це сталося? Хоча [в епізоді] викриття цієї нової пари [молодят] було шокуючим поворотом подій, [насправді] це було трохи неправдоподібно. Нед і Една насправді не здаються двома людьми, які мають багато спільного… Спостерігати за тим, як вони позбавляються своїх очевидних розбіжностей і насолоджуються кумедними наслідками їх різного способу життя, було б набагато приємнішими півгодинами перегляду телевізора. |

У лютому 2013 року сценарист серії Джефф Вестбрук здобув премію Гільдії сценаристів Америки в області анімації 2012 року.
Згідно з голосуванням на сайті The NoHomers Club більшість фанатів оцінили серію на 3/5 із середньою оцінкою 3,22/5.